# Bento (maaltijd)

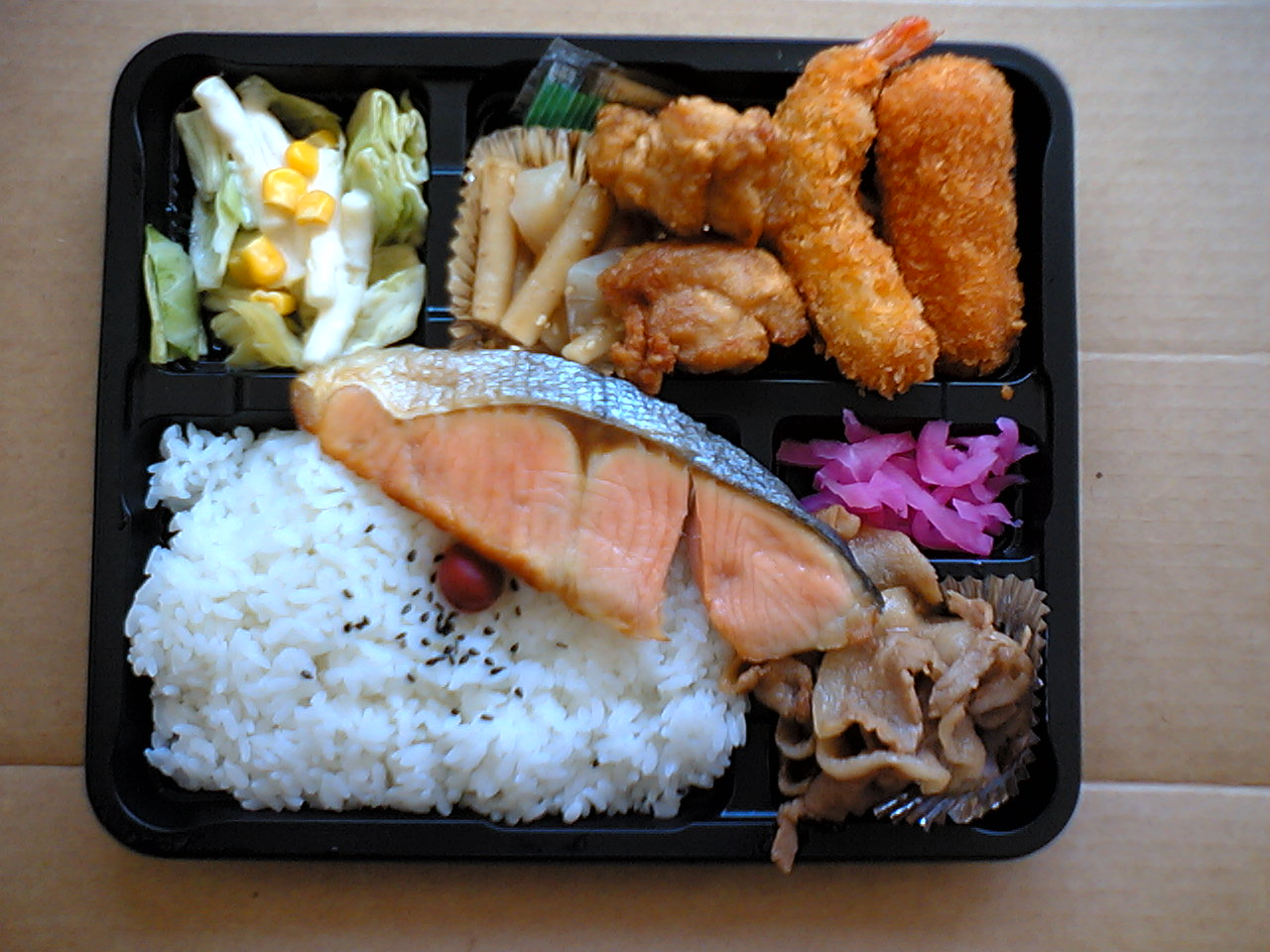
Bento-doosje

Bento (Japans: 弁当 of べんとう) is van origine een Japanse lunch, maar tegenwoordig wordt het ook veel gegeten in de Verenigde Staten en in Europa.

## Algemeen
Bentō is een maaltijd die veel voorkomt in Japan. Men kan ze in vele winkels kopen, maar veel mensen maken ze thuis, en nemen ze mee naar school/werk. Een traditionele bentō bestaat meestal uit rijst, vis/vlees en groenten. In Japan is het heel normaal om veel tijd in de bentō's te steken. Veel ouders hebben een heel sterke competitie onder elkaar om hun kind de mooiste bentō mee te geven naar school.
Hoewel een bentō van origine Japans is, kan er van alles in het bakje gedaan worden, variërend van traditioneel Japanse gerechten, tot pasta en brood of oer-Hollandse zaken zoals poffertjes. Over het algemeen geldt dat een bentō:
- goed volgepakt moet zitten;
- vooral gezonde ingrediënten moet bevatten;
- 3 delen koolhydraten bevat (zoals rijst/pasta/brood et cetera);
- 1 deel proteïne, zoals tofoe, ei of vlees(waren);
- 2 delen groente of fruit. (waarbij het fruit als snack gezien wordt.)

Wanneer dit het geval is zal de inhoud van het bakje in milliliter ongeveer gelijk zijn aan het aantal kilocalorieën die de maaltijd bevat.

## Geschiedenis
De oorsprong van de bentō is terug te voeren naar de kamakuraperiode (1185 tot 1333), toen hoshi-ii (gedroogde rijst) werd ontdekt. In de Azuchi-Momoyamaperiode (1568 tot 1600) deden houten doosjes waarin deze rijst en ander voedsel meegenomen kon worden hun intrede. Tijdens de Edoperiode (1603 tot 1867) werd de bentōcultuur verder uitgebreid. In de Meijiperiode werd de eerste ekibentō (letterlijk "treinstationbento") verkocht. Na de Tweede Wereldoorlog verloor de bentō als lunch langzaam aan populariteit, tot in de jaren 80 de magnetron zijn intrede deed.

## Verschillende soorten
- Shōkadō bentō (松花堂弁当) is een traditionele bentō in een zwart gelakte Japanse bentō-box.
- Noriben (海苔弁) is de simpelste bentō, met nori, sojasaus en rijst.
- Kyaraben of charaben (キャラ弁) is een verkorte vorm van karakter bentō (キャラクター弁当, kyarakutā bentō). Het is een stijl die veel voor kinderen wordt gebruikt. Het eten lijkt op mensen, populaire tv-karakters (Pokémon bijvoorbeeld), dieren en planten. Deze stijl werd vroeger gebruikt om kinderen beter te laten eten, maar tegenwoordig zijn er grote wedstrijden in.
- Tori bento: bestaat uit stukjes kip met rijst en saus.